# 漢弗萊·蓋布瑞
漢弗萊·埃多博爾·蓋布瑞（英語：Humphery Edobor Gabriel，1997年12月15日—），暱稱蓋比（Gabe），奈及利亞男子籃球運動員，場上位置為前鋒，現效力於P. LEAGUE+台鋼獵鷹。

## 生平
蓋布瑞出生於奈及利亞，成長於伊巴丹，家鄉在阿博尔，2008年左右離開奈及利亞，15歲起代表Extra Joss Warrior（Extra Joss Fighters的前身）征戰柬埔寨籃球聯賽，2013年離開柬埔寨前往美國就讀梅薩嶺高中，2017年從高中畢業後前往加州就讀精英籃球學院（Elite Basketball Academy），2019年9月前往臺灣就讀萬能科技大學觀光與休閒事業管理系，代表籃球校隊競逐大專籃球聯賽，111學年度（2022年－2023年）因為超齡無法繼續參加大專籃球聯賽。2022年7月，蓋布瑞在超級籃球聯賽新人選秀會第一輪第三順位被台灣啤酒選中。2022年8月，台灣啤酒與蓋布瑞完成簽約。職業菜鳥球季蓋布瑞獲得年度新人王以及抄截王殊榮。2023年6月，蓋布瑞取得萬能科技大學學位。2024年12月，P. LEAGUE+台鋼獵鷹與蓋布瑞完成簽約。

## 外部連結
- 漢弗萊·蓋布瑞在fiba.basketball（英语）
- 漢弗萊·蓋布瑞在P. LEAGUE+官網
- 漢弗萊·蓋布瑞在Eurobasket.com（球員）（英语）
- 漢弗萊·蓋布瑞在Flashscore（英语）
- YouTube上的漢弗萊·蓋布瑞頻道
- 漢弗萊·蓋布瑞的LinkedIn页面